# Самуленко, Арсений Герасимович
Арсений Герасимович Самуленко (1905—1941) — заместитель председателя правления Госбанка СССР, ответственный редактор журнала «Деньги и кредит» в 1938—1940 годах.

## Биография
Родился в деревне Глумаево Починковского района Смоленской губернии (ныне территория Починского района Смоленской области). Из рабочих. Член ВКП (б). Образование высшее. В 1931 году окончил Московский химико-технологический институт им. Д. И. Менделеева.
Заместитель Председателя Госбанка СССР, ответственный редактор журнала «Деньги и кредит». Входил в состав межведомственной комиссии по Балтийским делам под председательством заместителя председателя СНК СССР Н. А. Вознесенского. В доме на Набережной жил в квартире 34.
20 октября 1940 года был арестован. 9 июля 1941 года военной коллегией Верховного суда СССР приговорен к расстрелу по обвинению в участии в контрреволюционной организации и в шпионаже. Расстрелян 30 июля 1941 года.
Реабилитирован военной коллегией Верховного суда СССР 18 июня 1955 года.

## Публикации
- Самуленко А. Задачи ревизионного аппарата Госбанка СССР // Деньги и кредит. 1938, № 2, стр. 21—25
- Самуленко А. Г. Государственные займы в социалистическом строительстве. — М.: Госфиниздат, 1940. — 16 с.